# Baik Mi-ra
Baik Mi-ra (* 10. März 1987) ist eine ehemalige südkoreanische Biathletin.
Baik Mi-ra bestritt ihr erstes internationales Rennen 2002 in Windischgarsten im Rahmen des Junioren-Biathlon-Europacups. Zum Karrierehöhepunkt wurden die Winterasienspielen 2003 in Aomori. Baik belegte im Sprint den 14. Platz, wurde 15. des Verfolgungsrennens und Staffel-Vierte. Weitere internationales Einsätze folgten im Rahmen der Junioren-Wettkämpfe der Sommerbiathlon-Weltmeisterschaften 2004 in Osrblie, wo die Südkoreanerin 21. im Sprint, 31. der Verfolgung und 26. des Massenstarts wurde.